# Kamil Gradek
Kamil Gradek (ur. 17 września 1990 w Koziegłowach) – polski kolarz szosowy. Uczestnik mistrzostw świata i Europy, wielokrotny medalista mistrzostw Polski.

## Osiągnięcia
Opracowano na podstawie:

2013
- 2. miejsce w Memoriale Henryka Łasaka
- 1. miejsce w mistrzostwach Polski (jazda parami)
- 1. miejsce w mistrzostwach Polski (jazda drużynowa na czas)

2014
- 1. miejsce w Memoriale Andrzeja Trochanowskiego
- 2. miejsce w Visegrad 4 Bicycle Race Grand Prix Czech Republic
- 1. miejsce na 2. etapie Wyścigu Solidarności i Olimpijczyków
- 2. miejsce w mistrzostwach Polski (jazda parami)
- 2. miejsce w mistrzostwach Polski (jazda drużynowa na czas)
- 1. miejsce w Tour of China I
  - 1. miejsce na 3. etapie
- 3. miejsce w Tour of China II

2015
- 10. miejsce w igrzyskach europejskich (jazda indywidualna na czas)
- 2. miejsce w mistrzostwach Polski (jazda indywidualna na czas)
- 2. miejsce w Rund um Sebnitz
- 1. miejsce w mistrzostwach Polski (jazda parami)
- 2. miejsce w mistrzostwach Polski (jazda drużynowa na czas)

2017
- 1. miejsce w Ronde van Midden Nederland
  - 1. miejsce na 1. etapie (jazda drużynowa na czas)

2018
- 3. miejsce w Szlakiem Walk Majora Hubala
- 1. miejsce na etapie 3a Sibiu Cycling Tour (jazda drużynowa na czas)
- 9. miejsce w mistrzostwach świata (jazda drużynowa na czas)

2019
- 2. miejsce w mistrzostwach Polski (jazda indywidualna na czas)

2020
- 1. miejsce w mistrzostwach Polski (jazda indywidualna na czas)

2022
- 2. miejsce w mistrzostwach Polski (jazda indywidualna na czas)

## Rankingi
| Rok             | 2011 | 2012 | 2013 | 2014 | 2015 | 2016 | 2017 | 2018 | 2019 | 2020 | 2021  | 2022  | 2023  | 2024  |
| --------------- | ---- | ---- | ---- | ---- | ---- | ---- | ---- | ---- | ---- | ---- | ----- | ----- | ----- | ----- |
| World Ranking   |      |      |      |      |      | 852. | 636. | 399. | 844. | 605. | 1794. | 1307. | 1424. | 1173. |
| UCI Europe Tour | 828. | -    | 261. | 80.  | 303. | 674. | 371. | 241. | 613. | 491. | 1231. | 907.  | -     | -     |
| UCI Asia Tour   | -    | -    | -    | 10.  | -    | -    | -    | -    |      |      |       |       |       |       |
|                 |      |      |      |      |      |      |      |      |      |      |       |       |       |       |
| Źródło: UCI     |      |      |      |      |      |      |      |      |      |      |       |       |       |       |